# Garennes-sur-Eure
Garennes-sur-Eure è un comune francese di 1 848 abitanti situato nel dipartimento dell'Eure nella regione della Normandia.

## Società

### Evoluzione demografica
Abitanti censiti